# Lista do patrimônio histórico no Rio de Janeiro
Esta é uma sublista da lista do patrimônio histórico no Brasil para o estado brasileiro do Rio de Janeiro. O patrimônio nacional foi tombado pelo IPHAN
| Município                 | Monumento ou obra                                                              | Esfera de tombamento | Uso atual                                          | Ano do tombamento |
| ------------------------- | ------------------------------------------------------------------------------ | -------------------- | -------------------------------------------------- | ----------------- |
| Angra dos Reis            | Fazenda, Ilhota Morcego e casa                                                 | Nacional             |                                                    | 1942              |
| Angra dos Reis            | Convento de São Bernardino de Sena: ruínas e Capela dos Terceiros              | Nacional             |                                                    |                   |
| Angra dos Reis            | Convento e Igreja de Nossa Senhora do Carmo                                    | Nacional             |                                                    | 1944              |
| Angra dos Reis            | Sobrado à Praça General Osório, s/n                                            | Nacional             | Comércio                                           | 1969              |
| Angra dos Reis            | Sobrado à Praça General Osório, 3 a 13                                         | Nacional             |                                                    |                   |
| Angra dos Reis            | Sobrado à Praça General Osório, 35                                             | Nacional             |                                                    |                   |
| Angra dos Reis            | Sobrado à Praça General Osório, 19                                             | Nacional             |                                                    |                   |
| Cabo Frio                 | Forte de São Mateus: remanescentes                                             | Nacional             |                                                    |                   |
| Campos dos Goytacazes     | Solar da Baronesa de Muriaé                                                    | Nacional             | Sem uso                                            | 1974              |
| Campos dos Goytacazes     | Solar de Santo Antônio                                                         | Nacional             |                                                    |                   |
| Campos dos Goytacazes     | Solar e Capela do Engenho do Colégio e capela                                  | Nacional             | Arquivo público                                    | 1946              |
| Casimiro de Abreu         | Casa natal de Casimiro de Abreu                                                | Nacional             | Museu Casa de Casimiro de Abreu                    | 1963              |
| Comendador Levy Gasparian | Estação Rodoviária de Paraibuna                                                | Nacional             | Museu Rodoviário de Paraibuna                      | 1967              |
| Itaboraí                  | Casa do Visconde de Itaboraí                                                   | Nacional             |                                                    | 1964              |
| Itaboraí                  | Convento de São Boaventura: ruínas                                             | Nacional             | Ruínas                                             | 1980              |
| Itaboraí                  | Igreja Matriz de São João Batista                                              | Nacional             |                                                    | 1970              |
| Magé                      | Fragoso                                                                        | Nacional             |                                                    | 1954              |
| Mangaratiba               | Igreja Matriz de Nossa Senhora da Guia                                         | Nacional             |                                                    | 1967              |
| Niterói                   | Ilha da Boa Viagem: conjunto arquitetônico e paisagístico                      | Nacional             |                                                    |                   |
| Niterói                   | Casa de Antônio Parreiras                                                      | Nacional             | Museu                                              | 1967              |
| Niterói                   | Forte de São Domingos de Gragoatá                                              | Nacional             |                                                    |                   |
| Niterói                   | Capela e Cemitério de Maruí                                                    | Nacional             |                                                    | 1948              |
| Niterói                   | Fortaleza de Santa Cruz da Barra                                               | Nacional             |                                                    |                   |
| Niterói                   | Igreja de São Lourenço dos Índios                                              | Nacional             |                                                    |                   |
| Paraty                    | Fazenda de Nossa Senhora da Conceição: casa                                    | Nacional             |                                                    |                   |
| Paraty                    | Forte Defensor Perpétuo                                                        | Nacional             |                                                    |                   |
| Paraty                    | Igreja de Nossa Senhora das Dores                                              | Nacional             |                                                    |                   |
| Paraty                    | Igreja de Nossa Senhora do Rosário                                             | Nacional             |                                                    | 1962              |
| Paraty                    | Igreja de Santa Rita de Cássia                                                 | Nacional             |                                                    |                   |
| Paraty                    | Igreja Matriz de Nossa Senhora dos Remédios                                    | Nacional             |                                                    |                   |
| Paty do Alferes           | Igreja Matriz de Nossa Senhora da Conceição                                    | Nacional             |                                                    |                   |
| Petrópolis                | Casa de Santos Dumont                                                          | Nacional             |                                                    |                   |
| Petrópolis                | Casa do Padre Correia                                                          | Nacional             |                                                    |                   |
| Petrópolis                | Casa de Carlos Oswald                                                          | Nacional             |                                                    |                   |
| Petrópolis                | Palácio da Princesa Isabel                                                     | Nacional             |                                                    |                   |
| Petrópolis                | Palácio Imperial de Petrópolis, parque e Quartel dos Semanários                | Nacional             |                                                    |                   |
| Rio Bonito                | Igreja de Santana do Basílio                                                   | Nacional             |                                                    |                   |
| Quissamã                  | Fazenda Machadinha                                                             | Estadual             | Residência (antigas senzalas) / ruínas             | 1999              |
| Rio de Janeiro            | Fortaleza da Conceição                                                         | Nacional             |                                                    |                   |
| Rio de Janeiro            | Igreja de Nossa Senhora do Carmo                                               | Nacional             |                                                    |                   |
| Rio de Janeiro            | Chafariz à Rua do Riachuelo                                                    | Nacional             |                                                    | 1938              |
| Rio de Janeiro            | Chafariz de Paulo Fernandes                                                    | Nacional             |                                                    |                   |
| Rio de Janeiro            | Chafariz do Lagarto                                                            | Nacional             |                                                    | 1938              |
| Rio de Janeiro            | Chafariz do Mestre Valentim                                                    | Nacional             |                                                    |                   |
| Rio de Janeiro            | Chafariz da Glória                                                             | Nacional             |                                                    |                   |
| Rio de Janeiro            | Ponte dos Jesuítas                                                             | Nacional             |                                                    | 1938              |
| Rio de Janeiro            | Fortaleza de São José: portão e fronstispício da Capela de São José            | Nacional             |                                                    |                   |
| Rio de Janeiro            | Praça XV de Novembro                                                           | Nacional             |                                                    |                   |
| Rio de Janeiro            | Prédio à Avenida Pasteur, 250                                                  | Nacional             |                                                    |                   |
| Rio de Janeiro            | Companhia Docas de Santos                                                      | Nacional             |                                                    |                   |
| Rio de Janeiro            | Casa à Praça XV de Novembro, 32                                                | Nacional             |                                                    |                   |
| Rio de Janeiro            | Casa à Praça XV de Novembro, 34                                                | Nacional             |                                                    |                   |
| Rio de Janeiro            | Casa de José Bonifácio                                                         | Nacional             | Museu de Comunicação e Costumes José Bonifácio     | 1938              |
| Rio de Janeiro            | Bica da Rainha                                                                 | Nacional             |                                                    |                   |
| Rio de Janeiro            | Casa natal do Barão do Rio Branco                                              | Nacional             |                                                    |                   |
| Rio de Janeiro            | Torah                                                                          | Nacional             | Peça do acervo do Museu Nacional                   | 1999              |
| Rio de Janeiro            | Jardim e Morro do Valongo: conjunto arquitetônico e paisagístico               | Nacional             |                                                    |                   |
| Rio de Janeiro            | Fortaleza de São João: portão                                                  | Nacional             |                                                    |                   |
| Rio de Janeiro            | Convento do Carmo                                                              | Nacional             |                                                    |                   |
| Rio de Janeiro            | Arcos da Lapa                                                                  | Nacional             |                                                    |                   |
| Rio de Janeiro            | Aqueduto da Colônia de Psicopatas                                              | Nacional             |                                                    |                   |
| Rio de Janeiro            | Bebedouro da Estrada Velha da Tijuca                                           | Nacional             |                                                    | 1938              |
| Rio de Janeiro            | Chafariz de Grandjean de Montigny                                              | Nacional             |                                                    | 1938              |
| Rio de Janeiro            | Capela de Nossa Senhora da Cabeça                                              | Nacional             |                                                    | 1965              |
| Rio de Janeiro            | Casa à Rua da Quitanda, 61                                                     | Nacional             |                                                    |                   |
| Rio de Janeiro            | Casa à Rua das Palmeiras, 35                                                   | Nacional             |                                                    |                   |
| Rio de Janeiro            | Casa à Rua das Palmeiras, 55                                                   | Nacional             |                                                    |                   |
| Rio de Janeiro            | Casa à Rua do Russel, 734                                                      | Nacional             |                                                    |                   |
| Rio de Janeiro            | Casa à Rua Mayrink Veiga, 9                                                    | Nacional             |                                                    |                   |
| Rio de Janeiro            | Casa à Rua Sorocaba, 200                                                       | Nacional             |                                                    |                   |
| Rio de Janeiro            | Fazenda do Engenho d' Água: casa                                               | Nacional             |                                                    |                   |
| Rio de Janeiro            | Fazenda da Taquara: casa e Capela de Nossa Senhora dos Remédios                | Nacional             |                                                    |                   |
| Rio de Janeiro            | Casa da Moeda: prédio                                                          | Nacional             |                                                    |                   |
| Rio de Janeiro            | Casa de Banho de D. João VI                                                    | Nacional             |                                                    |                   |
| Rio de Janeiro            | Casa de Benjamin Constant                                                      | Nacional             |                                                    |                   |
| Rio de Janeiro            | Casa de Rui Barbosa                                                            | Nacional             |                                                    |                   |
| Rio de Janeiro            | Casa do General Osório                                                         | Nacional             |                                                    |                   |
| Rio de Janeiro            | Casa do Marechal Deodoro da Fonseca                                            | Nacional             |                                                    |                   |
| Rio de Janeiro            | Colégio Pedro II: prédio                                                       | Nacional             |                                                    |                   |
| Rio de Janeiro            | Convento e Igreja de Santa Teresa                                              | Nacional             |                                                    |                   |
| Rio de Janeiro            | Convento e Igreja de Santo Antônio                                             | Nacional             |                                                    |                   |
| Rio de Janeiro            | Copacabana Palace Hotel: prédio                                                | Nacional             |                                                    |                   |
| Rio de Janeiro            | Escola de Enfermagem Ana Neri: pavilhão de aulas                               | Nacional             |                                                    |                   |
| Rio de Janeiro            | Escola Nacional de Engenharia: prédio                                          | Nacional             |                                                    |                   |
| Rio de Janeiro            | Fortim de Caetano Madeira                                                      | Nacional             |                                                    |                   |
| Rio de Janeiro            | Palácio de Manguinhos                                                          | Nacional             |                                                    |                   |
| Rio de Janeiro            | Igreja da Candelária                                                           | Nacional             |                                                    |                   |
| Rio de Janeiro            | Igreja de Nossa Senhora da Conceição e Boa Morte                               | Nacional             |                                                    |                   |
| Rio de Janeiro            | Igreja de Santa Cruz dos Militares                                             | Nacional             |                                                    |                   |
| Rio de Janeiro            | Igreja da Lapa do Desterro                                                     | Nacional             |                                                    |                   |
| Rio de Janeiro            | Igreja da Mãe dos Homens                                                       | Nacional             |                                                    | 1938              |
| Rio de Janeiro            | Igreja da Ordem Terceira de Nossa Senhora do Carmo                             | Nacional             |                                                    |                   |
| Rio de Janeiro            | Igreja de Nossa Senhora do Desterro                                            | Nacional             |                                                    |                   |
| Rio de Janeiro            | Igreja de Nossa Senhora da Ajuda                                               | Nacional             |                                                    |                   |
| Rio de Janeiro            | Igreja de Nossa Senhora da Glória do Outeiro                                   | Nacional             |                                                    |                   |
| Rio de Janeiro            | Igreja de Nossa Senhora da Lapa dos Mercadores                                 | Nacional             |                                                    |                   |
| Rio de Janeiro            | Igreja de Nossa Senhora da Penha                                               | Nacional             |                                                    |                   |
| Rio de Janeiro            | Igreja de Nossa Senhora da Saúde                                               | Nacional             |                                                    |                   |
| Rio de Janeiro            | Igreja de Santa Rita                                                           | Nacional             |                                                    |                   |
| Rio de Janeiro            | Igreja de São Francisco da Penitência, Cemitério e Museu de Arte Sacra: acervo | Nacional             |                                                    |                   |
| Rio de Janeiro            | Igreja de São Francisco da Prainha                                             | Nacional             |                                                    |                   |
| Rio de Janeiro            | Igreja de São Francisco de Paula                                               | Nacional             |                                                    |                   |
| Rio de Janeiro            | Igreja do Bom Jesus                                                            | Nacional             |                                                    |                   |
| Rio de Janeiro            | Igreja do Rosário e São Benedito                                               | Nacional             |                                                    |                   |
| Rio de Janeiro            | Igreja do Santíssimo Sacramento da Antiga Sé                                   | Nacional             |                                                    |                   |
| Rio de Janeiro            | Igreja Matriz de São Salvador do Mundo- Guaratiba                              | Nacional             |                                                    |                   |
| Rio de Janeiro            | Lápide tumular de Estácio de Sá                                                | Nacional             |                                                    |                   |
| Rio de Janeiro            | Marco da Fazenda Real de Santa Cruz                                            | Nacional             |                                                    |                   |
| Rio de Janeiro            | Marco da Fundação da Cidade do Rio de Janeiro                                  | Nacional             |                                                    |                   |
| Rio de Janeiro            | Mosteiro e Igreja de São Bento                                                 | Nacional             |                                                    |                   |
| Rio de Janeiro            | Museu do Açude, Chácara do Céu e acervos históricos e artísticos               | Nacional             |                                                    |                   |
| Rio de Janeiro            | Observatório Nacional: conjunto arquitetônico e paisagístico                   | Nacional             |                                                    |                   |
| Rio de Janeiro            | Palácio do Catete, parque e Rua do Catete: conjunto arquitetônico              | Nacional             | Museu da República                                 |                   |
| Rio de Janeiro            | Palácio Episcopal                                                              | Nacional             |                                                    |                   |
| Rio de Janeiro            | Palácio Guanabara                                                              | Nacional             |                                                    |                   |
| Rio de Janeiro            | Polícia Central                                                                | Estadual             | Museu da Polícia Civil do Estado do Rio de Janeiro | 1987              |
| Rio de Janeiro            | Chafariz das Saracuras                                                         | Nacional             |                                                    | 1938              |
| Rio de Janeiro            | Arco do Teles                                                                  | Nacional             |                                                    |                   |
| Rio de Janeiro            | Quinta da Boa Vista                                                            | Nacional             |                                                    |                   |
| Rio de Janeiro            | Passeio Público: chafariz dos Jacarés, obeliscos e portão do Mestre Valentim   | Nacional             |                                                    |                   |
| Rio de Janeiro            | Praias de Paquetá                                                              | Nacional             |                                                    |                   |
| Rio de Janeiro            | Morros da Cidade do Rio de Janeiro                                             | Nacional             |                                                    |                   |
| Rio de Janeiro            | Igreja de São José                                                             | Nacional             |                                                    |                   |
| Rio de Janeiro            | Paço Imperial                                                                  | Nacional             |                                                    |                   |
| Rio de Janeiro            | Palácio do Itamaraty                                                           | Nacional             |                                                    |                   |
| Rio de Janeiro            | Palácio Tiradentes                                                             | Nacional             |                                                    |                   |
| Rio de Janeiro            | Parque Lage: conjunto paisagístico                                             | Nacional             |                                                    |                   |
| Rio de Janeiro            | 193 Prédio à Rua dos Inválidos,                                                | Nacional             |                                                    |                   |
| Rio de Janeiro            | Alfândega: prédio                                                              | Nacional             | Centro cultural Casa França-Brasil                 | 1938              |
| Rio de Janeiro            | Prédio à Avenida Marechal Floriano, 168, bloco I                               | Nacional             |                                                    |                   |
| Rio de Janeiro            | Hospital São Francisco de Assis: prédio                                        | Nacional             |                                                    |                   |
| Rio de Janeiro            | Museu Nacional: prédio                                                         | Nacional             |                                                    |                   |
| Rio de Janeiro            | Sabre de honra do General Osório                                               | Nacional             | Peça do acervo do Museu Histórico do Exército      | 1978              |
| Rio de Janeiro            | Casa do Bispo                                                                  | Nacional             |                                                    |                   |
| Rio de Janeiro            | Monumento a Dom Pedro I                                                        | Nacional             |                                                    |                   |
| Rio de Janeiro            | Colégio Militar do Rio de Janeiro: pavilhão de comando                         | Nacional             |                                                    |                   |
| Rio de Janeiro            | Base aérea de Santa Cruz: hangar de zepelins                                   | Nacional             |                                                    |                   |
| Rio de Janeiro            | Solar dos Abacaxis                                                             | Estadual             |                                                    |                   |
| São João da Barra         | Casa de Câmara e Cadeia                                                        | Nacional             |                                                    |                   |
| São Pedro da Aldeia       | Igreja de São Pedro da Aldeia e casa anexa                                     | Nacional             |                                                    | 1938              |
| Valença                   | Fazenda Santa Mônica: casa                                                     | Nacional             |                                                    |                   |
| Vassouras                 | Casa da Hera e acervo móvel                                                    | Nacional             |                                                    |                   |
| Vassouras                 | Fazenda Santa Eufrásia: casa, bosque e parque                                  | Nacional             |                                                    |                   |
| Campos dos Goytacazes     | Solar dos Airizes                                                              | Nacional             | Sem uso                                            | 1940              |

Fonte: Instituto Estadual do Patrimônio Cultural - INEPAC